# El búho que no podía ulular
El búho que no podía ulular es una recopilación de cuentos escrita en el año 1999 por el escritor y guionista Robert Fisher y la escritora, actriz y compositora Beth Kelly.
Editorial: editorial obelisco
Idioma: Inglés
Genero: Ficción 

## Sinopsis
El libro se divide en cuatro cuentos que son:
1. El búho que no podía ulular
2. La Cuclilla que no podía cantar cucú
3. La más pequeña de las Mariposas
4. La perrita preocupada y el grillo consciente

## El búho que no podía ulular
Un bebé búho que no podía ulular igual que el resto de búhos (ya que hacía Why en lugar de who —como se supone que debe hacer—) se va hacia una granja y allí se encuentra con un pato que no graznaba igual que sus semejantes sino que decía «cuic» y comienzan a conversar (ya que ambos comparten un mismo problema). El pato le decía al búho que quería ser doctor por lo que ambos parten a la ciudad con rumbo a la universidad. Cuando llegan se encuentran con que antes tienen que cursar el colegio para poder entrar a la universidad.